# Једнорог
Према митологији, једнорог је бели коњ са рогом на челу, чим телом тече сребрна крв. Верује се да ће онај ко убије то величанствено биће и пије његову крв, бити заувек проклет. Осим тога, верује се да његова крв спашава човека на самрти, али спашена особа је тада осуђена на проклетство полуживота. Прах направљен од његовог рога сматра се чудотворним леком за све болести. О његовом постојању нема материјалних доказа, будући да су наводни једнорогови рогови заправо издужени предњи зуб нарвала, ретке врсте морских сисара.
Једнорогов изглед је раније многим природњацима изгледао сасвим могућ; бело или жуто крзно, витко мишићаво тело, кратка разиграна грива, брзина покрета и оно најистакнутије, бели, велики уврнути рог који расте изнад његових очију. Доживљавало га се као елегантну животињу лаганог хода, витког тела, дуге гриве, поносно наглашеног врата и племенитих крупних очију. О једнорогу се пише већ више од 3000 година. Аутори су најчешће људи здравственог и друштвеног угледа којима би се требало веровати. У њиховим очима једнорог је заиста постојао. Године 1905. словачки радници су, прокопавајући окно у једном руднику, открили животињске костуре, а претпостављало се да су то били остаци легендарног једнорога, али истраживања су се настављала. Докази постојања једнорога више се нису нашла.
Неки научници сматрају да је говеђи тип једнорога приказан на печатима цивилизације долине Инда из бронзаног доба, а тумачење остаје контроверзно. Коњски облик једнорога помињу стари Грци у извештајима о природној историји разних писаца, укључујући Ктесија, Страбона, Плинија Млађег, Елијана и Козму Индикоплеуста. Библија такође описује животињу, ре'ем, коју неки преводи преводе као једнорог.

## Историја

### У антици
Једнорози се не налазе у грчкој митологији, већ у приказима природне историје, јер су грчки писци природне историје били уверени у стварност једнорога, за које су веровали да живе у Индији, за њих далеком и фантастичном царству. Најранији опис је од Ктесије, који их је у својој књизи Индика ("О Индији") описао као дивље магарце, брзоногих копита, који имају рог дуг кубит и по (700 mm, 28 inches) и обојен бело, црвено и црно. За месо једнорога се говорило да је превише горко за јело.
Ктесије је своје податке добио док је живео у Персији. Једнорози на рељефној скулптури пронађени су у древној персијској престоници Персеполису у Ирану. Аристотел је вероватно следио Ктесију када помиње две једнороге животиње, орикса (неку врсту антилопе) и такозваног „индијског магарца“ (ἰνδικὸς ὄνος). Антигон Каристовски је писао и о једнорогом „индијском магарцу“. Страбон каже да је на Кавказу било једнорогих коња са јеленским главама. Плиније Старији помиње орикса и индијског вола (можда великог једнорогог носорога) као једнороге звери, као и „веома жестоку животињу звану моноцерос која има главу јелена, ноге слона, и реп вепра, док је остатак тела као у коња; дубоко цвили и има један црни рог, који му излази из средине чела, два лакта [900 mm, 35 inches] у дужину." У О природи животиња (Περὶ Ζῴων Ἰδιότητος, De natura animalium), Елијан, цитирајући Ктесија, додаје да Индија производи и коња са једним рогом (iii. 41; iv. 52), и каже (xvi. 20) да се моноцерос (грч. μονόκερως) понекад називан картазонос (грч. καρτάζωνος), што може бити облик арапског karkadann, што значи „носорог“.
Косма Индикоплеустес, трговац из Александрије који је живео у 6. веку, отпутовао је у Индију и потом написао дела о космографији. Он даје опис једнорога на основу четири месингане фигуре у палати краља Етиопије. Он наводи, из извештаја, да је „немогуће узети ову дивљу звер живу; и да је сва њена снага у њеном рогу. Када се нађе прогоњена и у опасности да буде заробљена, баци се са провалије и тако се добро окреће при паду, да прими сав удар на рог и тако побегне жива и здрава".

### Средњи век и ренесанса
Средњовековна сазнања о фантастичној звери потичу из библијских и античких извора, а створење је на различите начине представљано као врста дивљег магарца, козе или коња.
Претходник средњовековног бестијарија, састављеног у касној антици и познат као Физиолог (Φυσιολόγος), популаризовао је разрађену алегорију у којој је једнорог, заробљен од стране девојке (која представља Девицу Марију), представљао инкарнацију. Чим је једнорог угледа, положи јој главу на крило и заспи. Ово је постала основна амблематска ознака која лежи у основи средњовековних представа о једнорогу, оправдавајући његову појаву у секуларној и религиозној уметности. Једнорог је често приказан у лову, што доводи до паралеле и са рањивим девицама, а понекад и са Христовим страдањем. Митови се односе на звер са једним рогом коју може укротити само девица; касније су неки писци ово превели у алегорију о Христовом односу са Девицом Маријом.
Једнорог је такође фигурирао у дворским терминима: за неке француске ауторе из 13. века као што су Тибо од Шампања и Ришар де Фурнивал, љубавника привлачи његова дама као што једнорога привлачи девица. Са успоном хуманизма, једнорог је добио и православнија секуларна значења, симбол чедне љубави и верног брака. Ову улогу игра у Петраркином Тријумфу чедности, а на полеђини портрета Батисте Строција Пјера дела Франческе, упарен са портретом њеног супруга Федерика да Монтефелтра (насликано око 1472–1474), Бјанкинову тријумфална кочија вуче пар једнорога.
Међутим, када се једнорог појављује у средњовековној легенди о Варламу и Јосафату, која је ултиматно изведена из Будиног живота, он представља смрт, као што Златна легенда објашњава. Једнорози у религиозној уметности су углавном нестали након што их је Молан осудио након Тридентског сабора.
Једнорог, којег може укротити само девица жена, био је добро утврђен у средњовековном предању у време када их је Марко Поло описао као „једва мање од слонова. Имају длаку бивола и стопала као у слона. Имају један велики црни рог на средини чела... Имају главу као дивље свиње... Време проводе тако да се најрадије ваљају у блату и муљу. Веома су ружне звери. Ми кажемо да су допустили да их заробе девице, али су потпуно супротни нашим схватањима." Јасно је да је Марко Поло описивао носорога.